# Consenso de Monterrey
El Consenso de Monterrey es el resultado de la Conferencia Internacional sobre la Financiación para el Desarrollo del 18 hasta el 22 de marzo de 2002 de las Naciones Unidas (ONU) en Monterrey, México. Aparte de delegaciones gubernamentales participaron las Naciones Unidas, el Fondo Monetario Internacional (IMF), el Banco Mundial, la Organización Mundial del Comercio (OMC) y delegados de privados y civiles. Constituye la primera conferencia en cual en un margen de las Naciones Unidas fue discutido el financiamiento para el desarrollo.

## Contenido
El documento final contiene secciones sobre
- Movilización de recursos financieros nacionales para el desarrollo
- Movilización de recursos internacionales para el desarrollo: la inversión extranjera directa y otras corrientes de capitales privados
- El comercio internacional como promotor del desarrollo (Véase también Conferencia sobre el Comercio Mundial)
- Aumento de la cooperación financiera y técnica internacional para el desarrollo
- La deuda externa (Véase también las iniciativas HIPC y MDRI)
- Tratamiento de cuestiones sistémicas y el proceso siguiente.